# Stanisław Witkiewicz
Stanisław Witkiewicz (ur. 21 maja 1851 w Poszawszu, zm. 5 września 1915 w Lovranie) – polski malarz, architekt, pisarz i teoretyk sztuki, twórca i popularyzator stylu zakopiańskiego, ojciec Stanisława Ignacego Witkiewicza.

## Życiorys
Urodził się 8 maja 1851 na Żmudzi w Poszawszu, majątku rodziców. Już podczas powstania styczniowego pełnił funkcję kuriera i zaopatrzeniowca oddziałów partyzanckich. Powstanie było wspierane też przez jego rodziców i dwoje starszego rodzeństwa. Po upadku powstania zostali oni skazani na zesłanie do Tomska. Tam też udali się ze Stanisławem i dwojgiem młodszych dzieci, aby nie rozłączać rodziny. Stanisław przebywał w Tomsku do 1868, pobierając pierwsze lekcje rysunku. Studiował na Cesarskiej Akademii Sztuk Pięknych w Petersburgu (1869–1871) i w Monachium (1872–1875). Okres monachijski był dlań ciężki; miał niski status materialny i zachorował na gruźlicę.
W 1875 powrócił do Warszawy, gdzie wraz z Adamem Chmielowskim, Józefem Chełmońskim i Antonim Piotrowskim zajął malarską pracownię w Hotelu Europejskim. Witkiewicz nawiązywał też kontakt z wieloma artystami i pisarzami, m.in. z Heleną Modrzejewską, Bolesławem Prusem i Henrykiem Sienkiewiczem, który zapewnił mu dofinansowanie działalności artystycznej w postaci stypendium. Mieszkając w Warszawie do 1890 roku, Witkiewicz wyjechał na dwa lata do Marienbadu, Merano i Monachium (1881-1882). Od 1884 roku był
kierownikiem artystycznym tygodnika literacko-artystycznego „Wędrowiec”. Zajmował się krytyką artystyczną, tworząc jej nowoczesne podstawy.

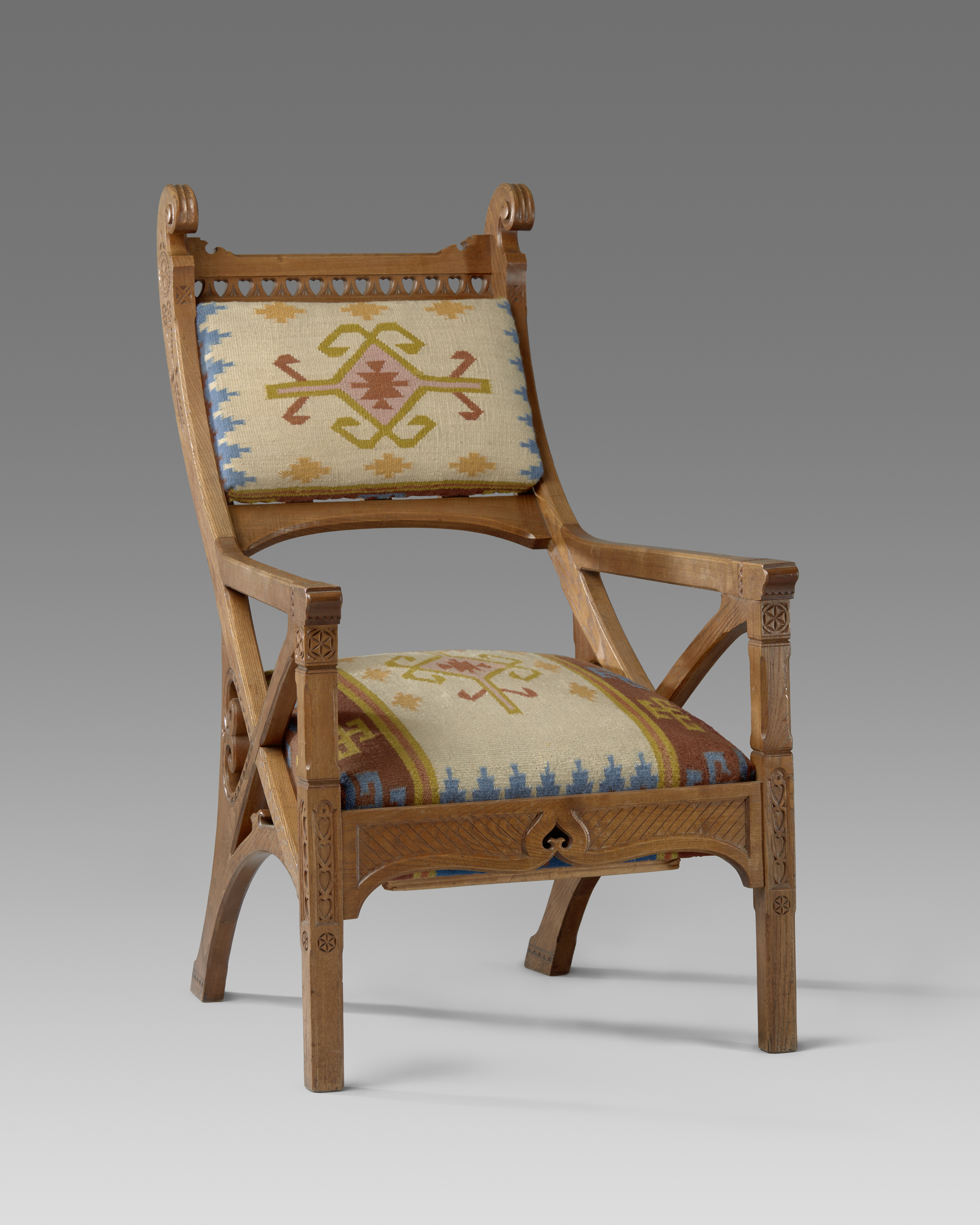
Fotel zaprojektowany przez Stanisława Witkiewicza w 1902 roku

W 1890 osiadł w Zakopanem, gdzie zafascynowany tamtejszą sztuką ludową stworzył teorię stylu zakopiańskiego, projektując architekturę i wnętrza zakopiańskich willi, m.in.:
- Koliba, projekt 1891–1892, rok budowy 1892–1892, inwestor Zygmunt Gnatowski, budorze (inaczej budarze): Maciej Gąsienica, Staszek Bobak, Klimek Bachleda, Jasiek Stachoń,
- Dom pod Jedlami, rok budowy 1897, inwestor Jan Gwalbert Pawlikowski, budorze: Zapotoczny i Obrochta,
- Pepita (później Łada), rok budowy 1893–1894, inwestor Bronisław Chrostowski, willa spłonęła 15 stycznia 1928,
- Korwinówka (obecnie Oksza), rok budowy 1895–1896, inwestorzy Bronisław i Wincenty Kossakowski, budorze Wojciech Roj i Jan Obrochta, obecnie własność Muzeum Tatrzańskiego,
- Zofiówka, rok budowy 1895–1896, inwestor Stanisław „Sas” Doliński, budorz Jan Obrochta, spłonęła w 1946.

Był projektantem kaplicy Najświętszego Serca Jezusowego w Jaszczurówce (obecnie dzielnica Zakopanego), rok budowy 1904, inwestor Witold Uznański, budorze: Szymon Lassak z Zębu, Stanisław i Tomasz Bobakowie, Maciej Stoch, Kierownik budowy: inż. Aurelian Blacha.
Zaprojektował witraże do kaplicy w Jaszczurówce oraz do kościoła Świętej Rodziny w Zakopanem.
Stworzony styl opisał w publikacjach Styl zakopiański. Zeszyt I. Pokój jadalny (wyd. 1904) oraz Styl zakopiański. Zeszyt II. Ciesielstwo (wyd. 1910).
Za swą działalność na rzecz miasta został mianowany honorowym obywatelem Zakopanego.

Autor powieści-reportażu Na przełęczy (wydawanego w częściach w prasie od roku 1889, a w całości wydanego w roku 1891), nazywanego Ewangelią Tatr, wznowioną książkę w 1904 roku opatrzył nowym wstępem. W dziele tym utrwalił liczne informacje o dawnych zwyczajach podhalańskich, jak również o znamiennych postaciach, takich jak Tatar Myśliwiec czy Marduła Krwawy. Na przełęczy zaszczepiło w społeczeństwie polskim zmitologizowany obraz Górali zakopiańskich, Tatr, wyjątkowości tamtejszej kultury i stworzyło "tę szczególną atmosferę, dzięki której Zakopane wśród polskich miejscowości wypoczynkowych uzyskało swoją wyjątkową pozycję". 

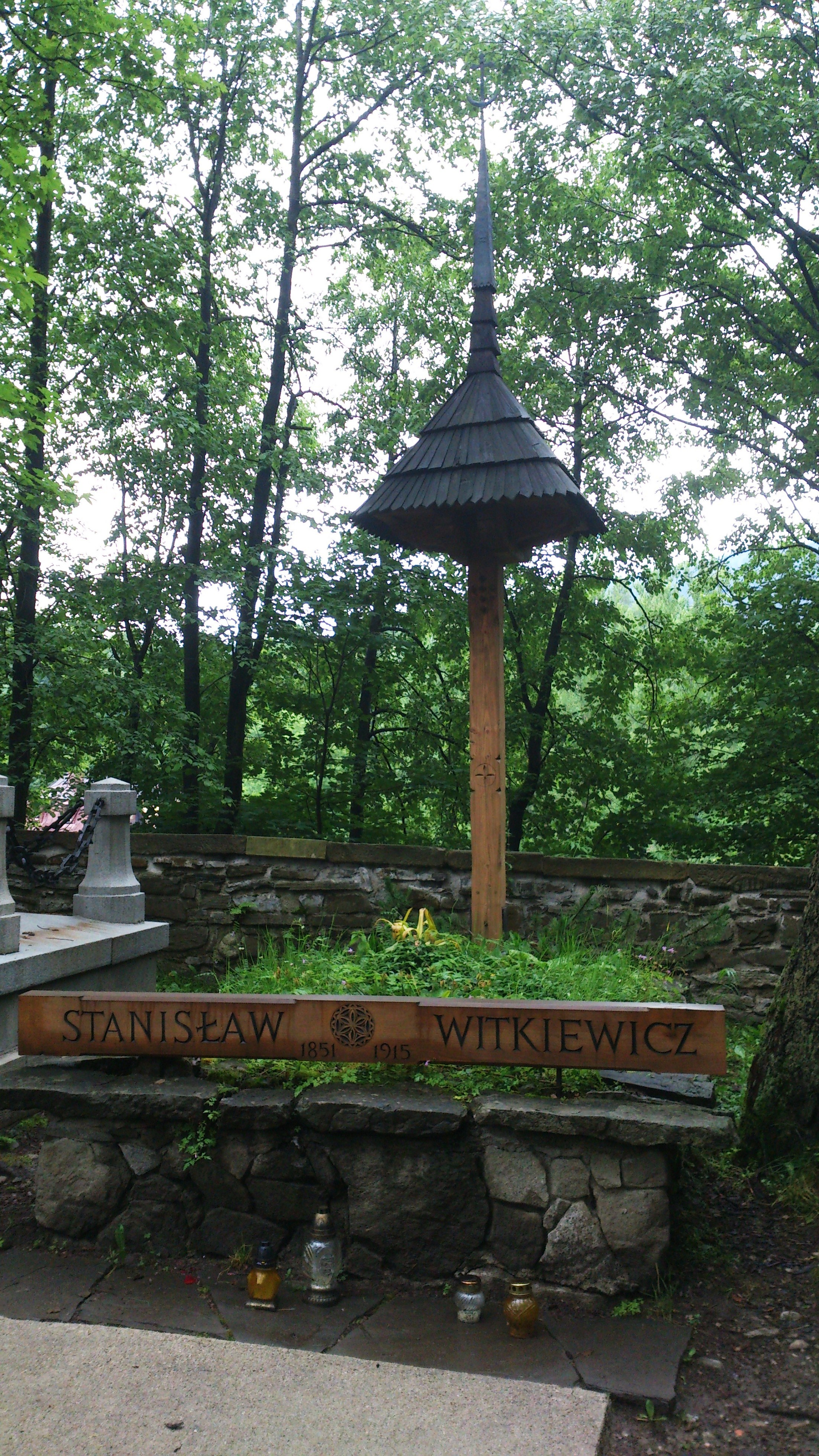
Grób Stanisława Witkiewicza na Pęksowym Brzyzku w Zakopanem

Zmarł na gruźlicę 5 września 1915 w Lovranie (półwysep Istria, obecnie Chorwacja). Przed śmiercią spisał „ostatnie słowa” do siostry. Trumnę z jego zwłokami przez ogarniętą wojną Europę przewiozła Maria Dembowska. Dotarła ona do Zakopanego 13 września 1915. 14 września trumna została wystawiona w kaplicy cmentarnej przy ulicy Nowotarskiej. Pogrzeb, w którym poza licznie zgromadzonymi góralami i przewodnikami tatrzańskimi uczestniczyli między innymi Stefan Żeromski, Jan Kasprowicz, Leon Wyczółkowski, Ludwik Solski, Jan Rembowski, Jan Skotnicki i Teodor Axentowicz, odbył się 17 września 1915 r. Stanisław Witkiewicz został pochowany na starym zakopiańskim cmentarzu na Pęksowym Brzyzku (kw. L-III-18).
Odznaczony pośmiertnie (1930) Krzyżem Niepodległości.
W 1925 zostały powołane: Uniwersytet Regionalny im. Stanisława Witkiewicza oraz Komitet Witkiewiczowski.

## Życie prywatne

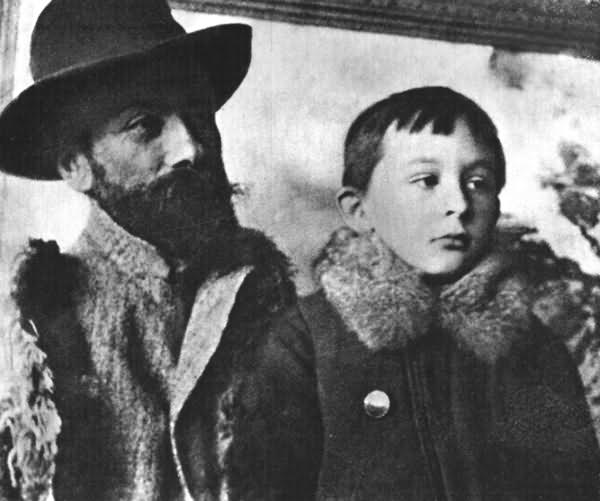
Witkiewicz z synem, ok. 1893

Pochodził z rodziny szlacheckiej pieczętującej się herbem Nieczuja. Syn Ignacego – powstańca listopadowego i Elwiry z Szemiotów. Mąż Marii Witkiewiczowej z Pietrzkiewiczów. Ojciec Stanisława Ignacego, stryj Jana Witkiewicza ps. Koszczyc.

## Malarstwo
W malarstwie był teoretykiem realizmu, w praktyce malując przede wszystkim pejzaże tatrzańskie i sceny z powstania styczniowego.
Autor wielu obrazów, m.in.:
- Trójka Syberyjska – Na Uralu, 1876,
- Czarny Staw – kurniawa,
- Wiatr halny,
- Zachód słońca na morzu,
- Mgła wiosenna,
- Zima w Tatrach – Pejzaż zimowy w Tatrach, 1907–1908,
- Gniazdo zimy, 1907–1908,
- Owce we mgle,
- Portret Maksymiliana Gierymskiego, ok. 1872,
- Dwór w Urdominie, 1873, olej na płótnie. 26 × 39,5 cm,
- Oficyna w Urdominie, 1873, olej na płótnie. 39 × 32 cm. Muzeum Podlaskie w Białymstoku,
- Na pastwisku, 1875, olej na płótnie. 82 × 122,5 cm. Muzeum Narodowe w Warszawie,
- Orka, 1875, olej na płótnie. 101 × 174,5 cm. Muzeum Sztuki w Łodzi,
- Postój pod skałami, ok. 1876, tempera, papier. 30 × 45 cm. Muzeum Narodowe w Krakowie,
- Wąskie wrota, 1877, olej na płótnie. 46 × 82 cm. Muzeum Narodowe, Warszawa,
- Młynek, 1877, olej na płótnie. 53,5 × 33,5 cm,
- Pogrzeb na wsi, 1878, olej na płótnie. 62,5 × 116,5 cm. Muzeum Narodowe, Warszawa,
- Ranny powstaniec, 1881, olej na płótnie. 59,5 × 117 cm. Muzeum Narodowe, Warszawa,
- Powstaniec zabity, 1882, olej. 42 × 63 cm,
- Na jarmarku, 1882, olej na płótnie. 77 × 62 cm. Bank Rozwoju Eksportu,
- Widok Bałtyku pod Połągą, 1885, olej na płótnie. 76 × 120 cm. Muzeum Narodowe, Warszawa,
- Zachód słońca na morzu, 1887, olej na płótnie. 33 × 43 cm. Muzeum Narodowe, Kraków,
- Powrót z połowu, olej na płótnie. 47 × 69 cm. Muzeum Sztuki, Łódź,
- Morze z łódeczką, ołówek, gwasz, deska. 13,7 × 20,3 cm. Muzeum Narodowe, Kraków.
- Wawel od strony Wisły, 1903, olej na płycie. 21 × 26,3 cm. Muzeum Narodowe, Kraków.

## Krytyka artystyczna
Dziedzina, w której Witkiewicz był nader aktywny – to krytyka artystyczna. Jej wyrazem są liczne jego publikacje dotyczące zarówno różnych kierunków w sztuce, jak i poszczególnych artystów. Znajdują się one między innymi w następujących zbiorach ogłoszonych za życia autora i pośmiertnie:
- Stanisław Witkiewicz: Sztuka i krytyka u nas (1884- 1898), Lwów 1899 [wyd.III];
- Stanisław Witkiewicz: Pisma zebrane, tomy I-IV pod red. J.Z Jakubowskiego i Marii Olszanieckiej, tom I „Sztuka i krytyka u nas”, wstęp i komentarz: Maria Olszaniecka, Kraków 1971, Wydawnictwo Literackie.
- Stanisław Witkiewicz: O sztuce, krystyce artystycznej, stylu zakopiańskim, wybitnych twórcach, sprawach narodowych i społecznych, wybór i wstęp Wanda Nowakowska, Ossolineum, 1972.

## Galeria

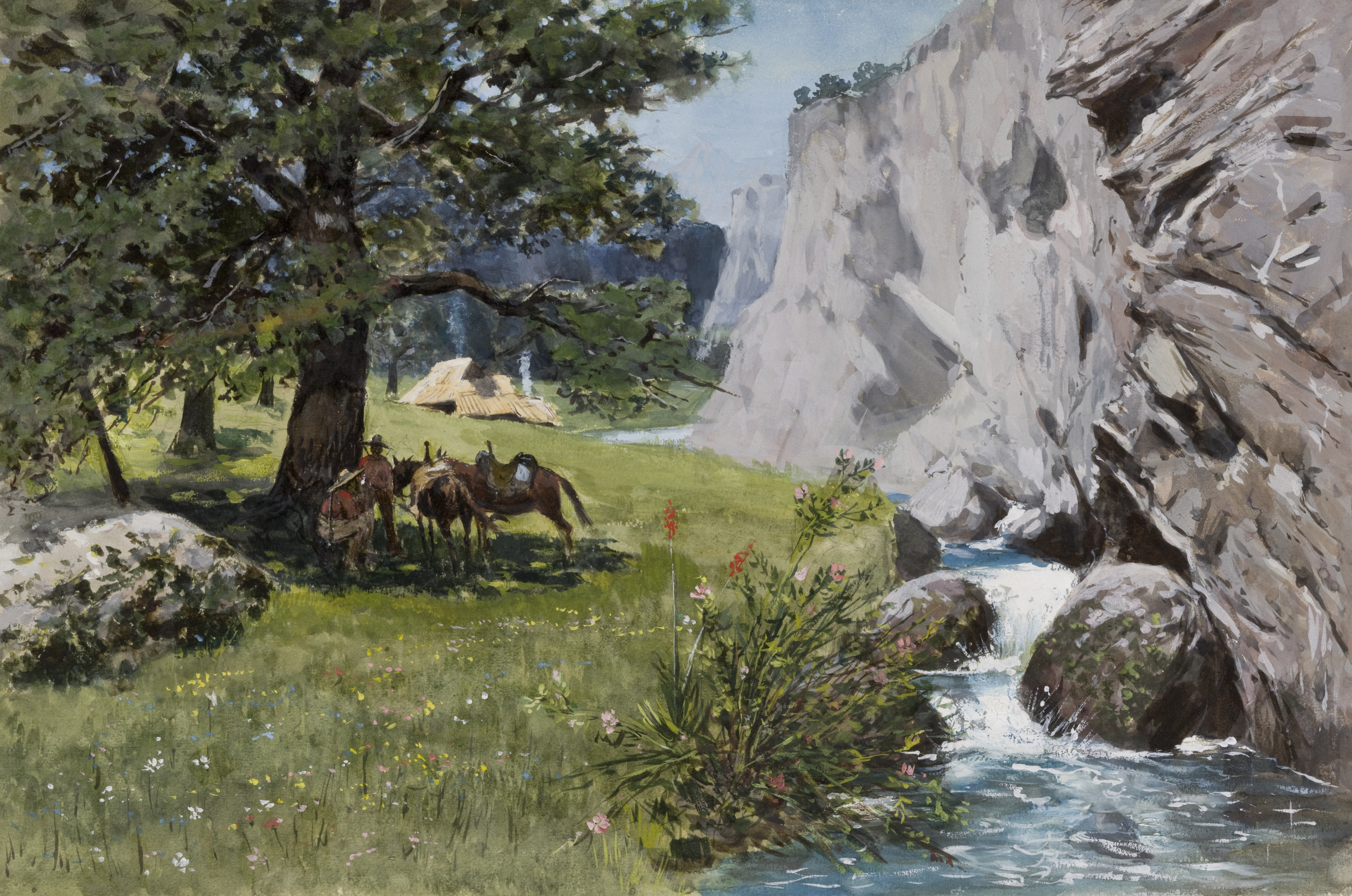
Postój pod skałami (ok. 1876)
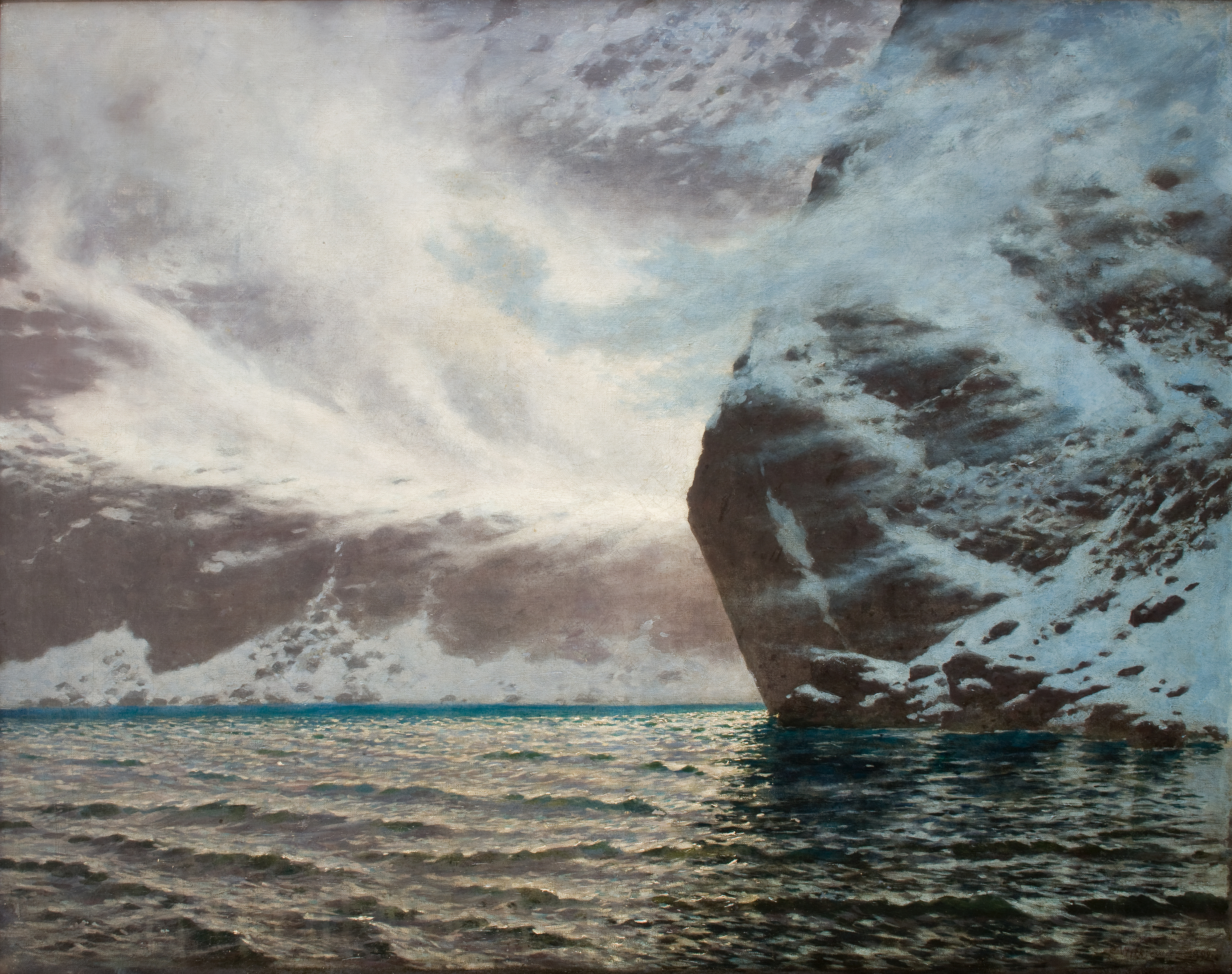
Czarny Staw – kurniawa (1892)
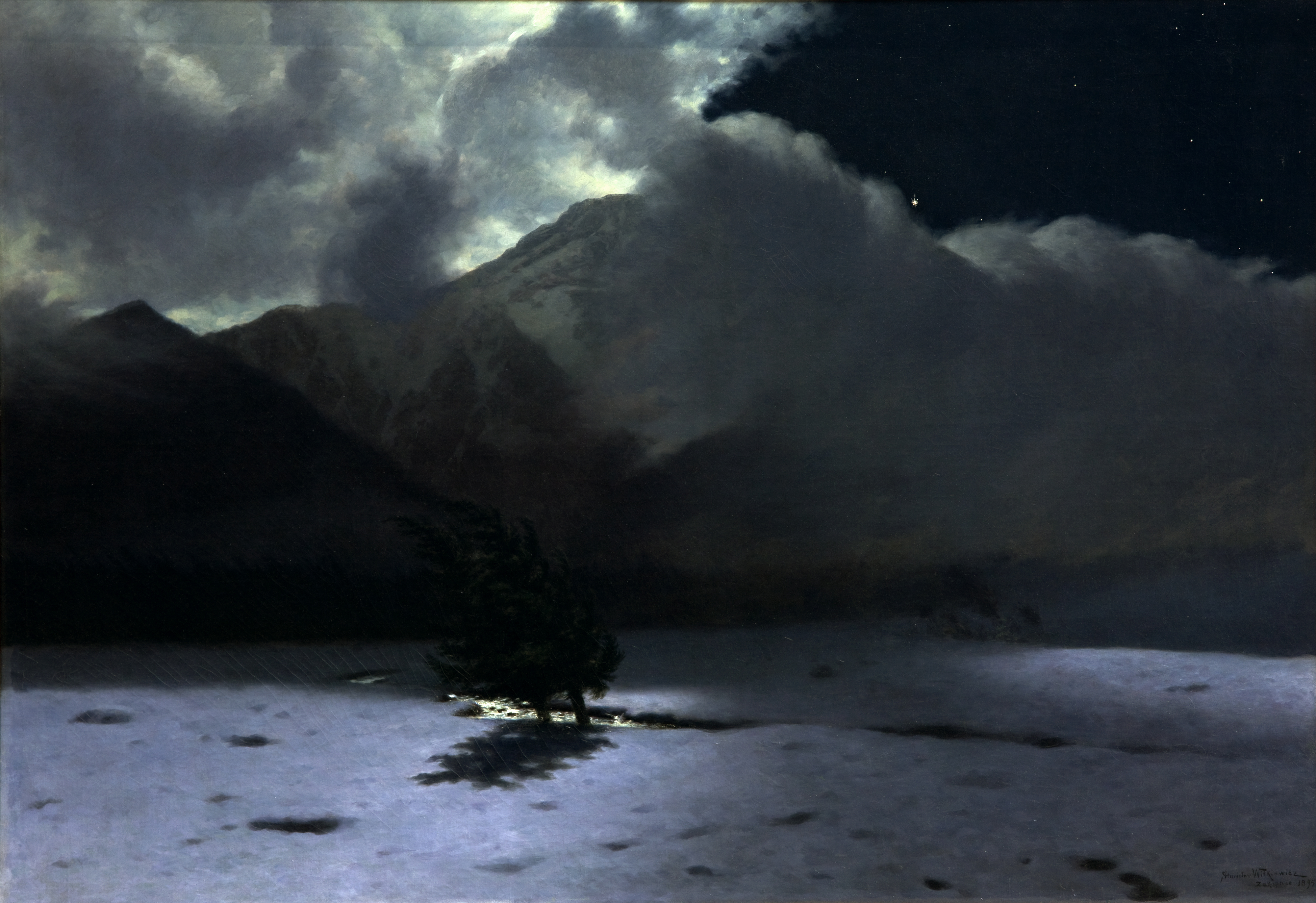
Wiatr halny (1894)
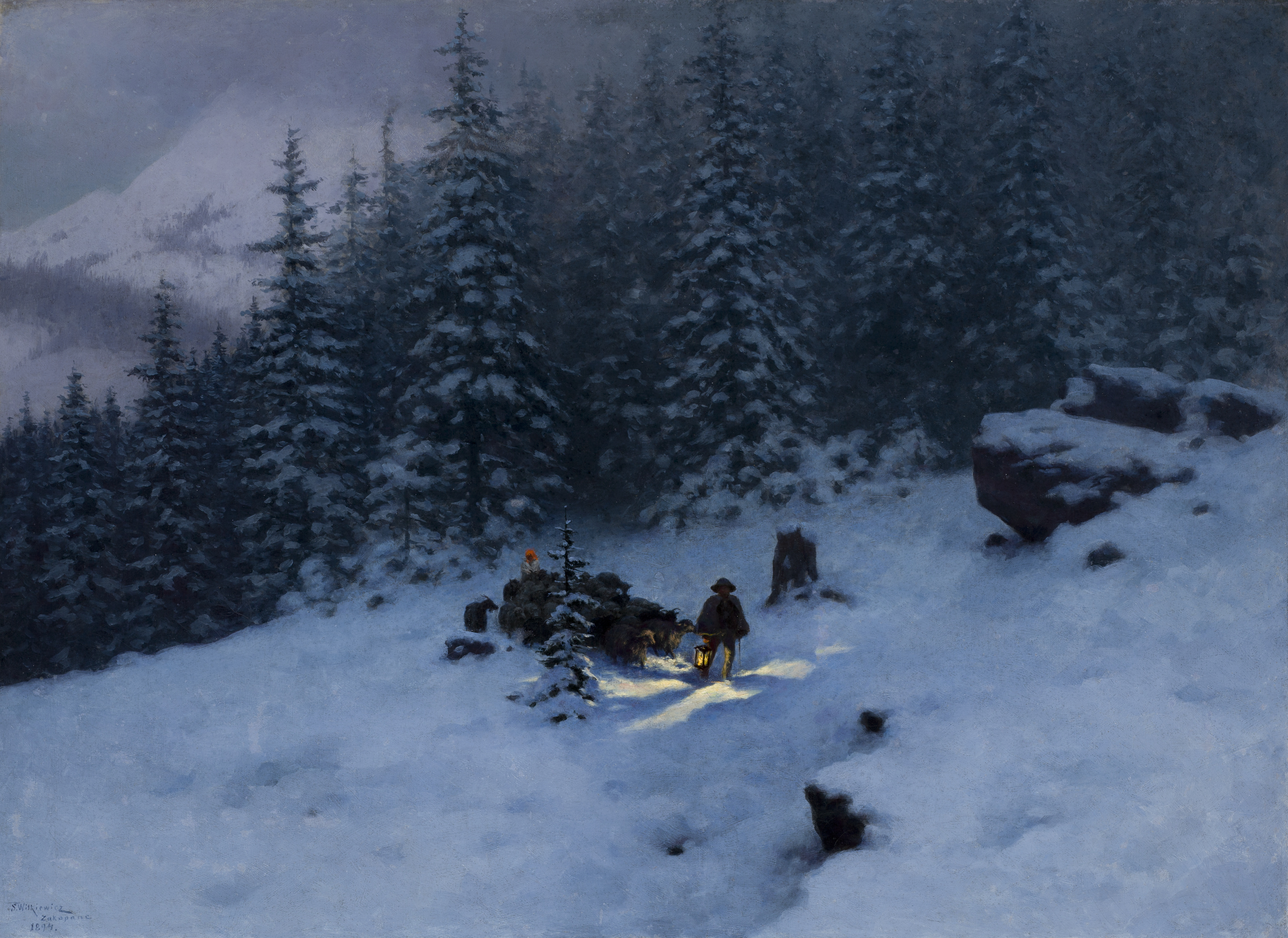
Jesieniowisko (1894)
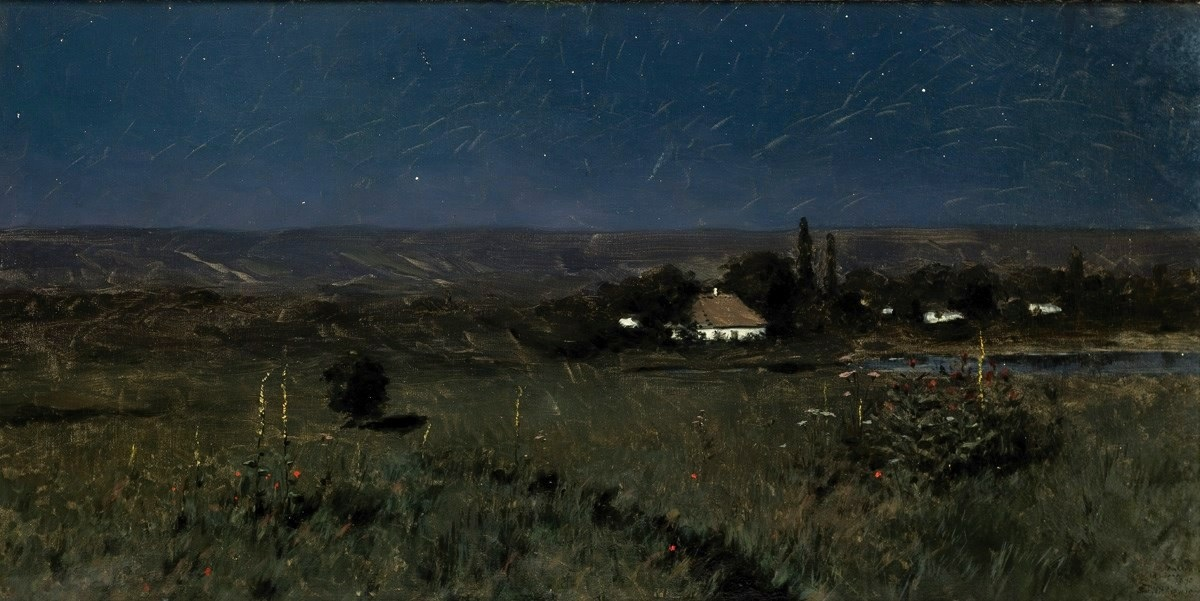
Noc ukraińska (1895)
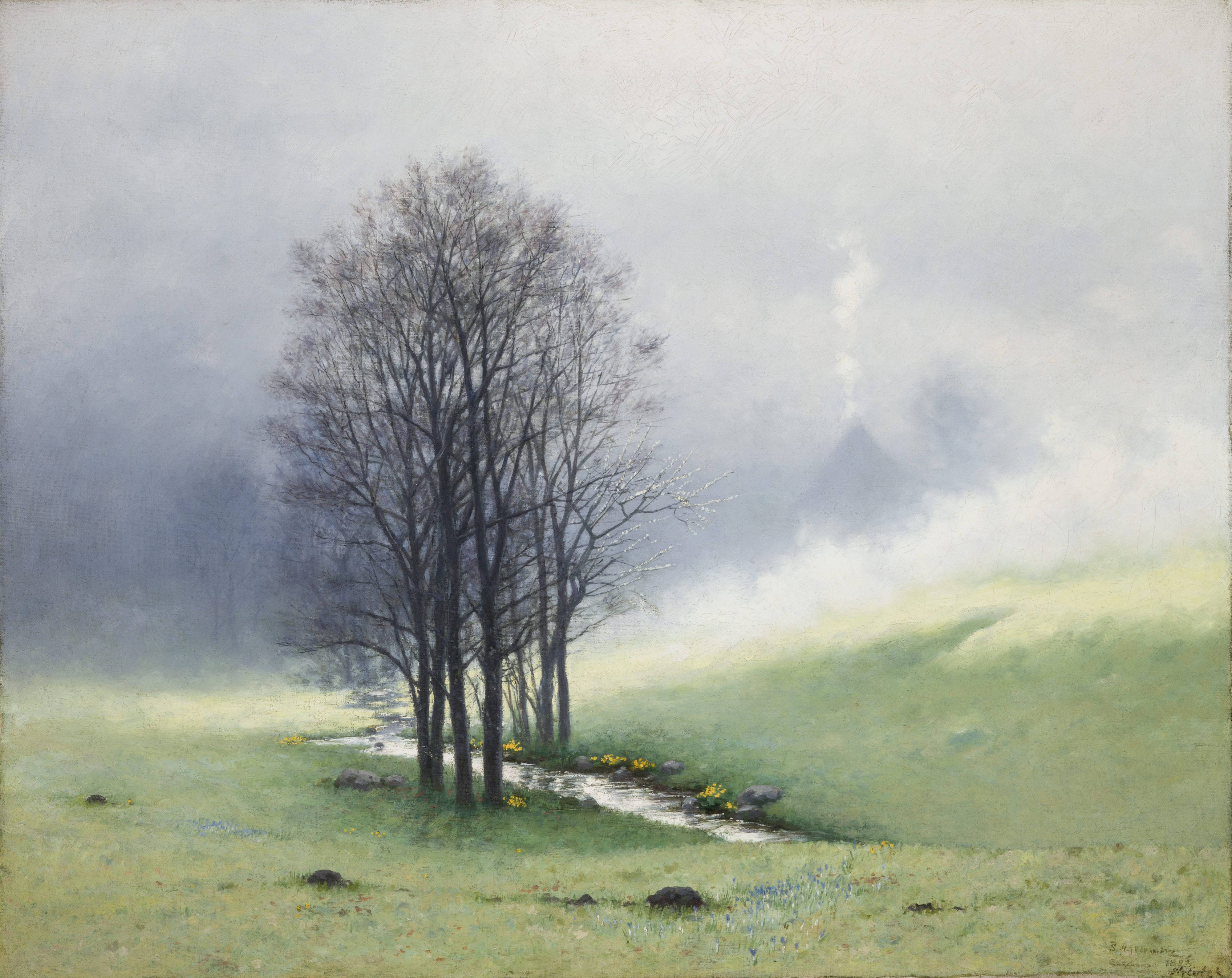
Mgła wiosenna (1897)
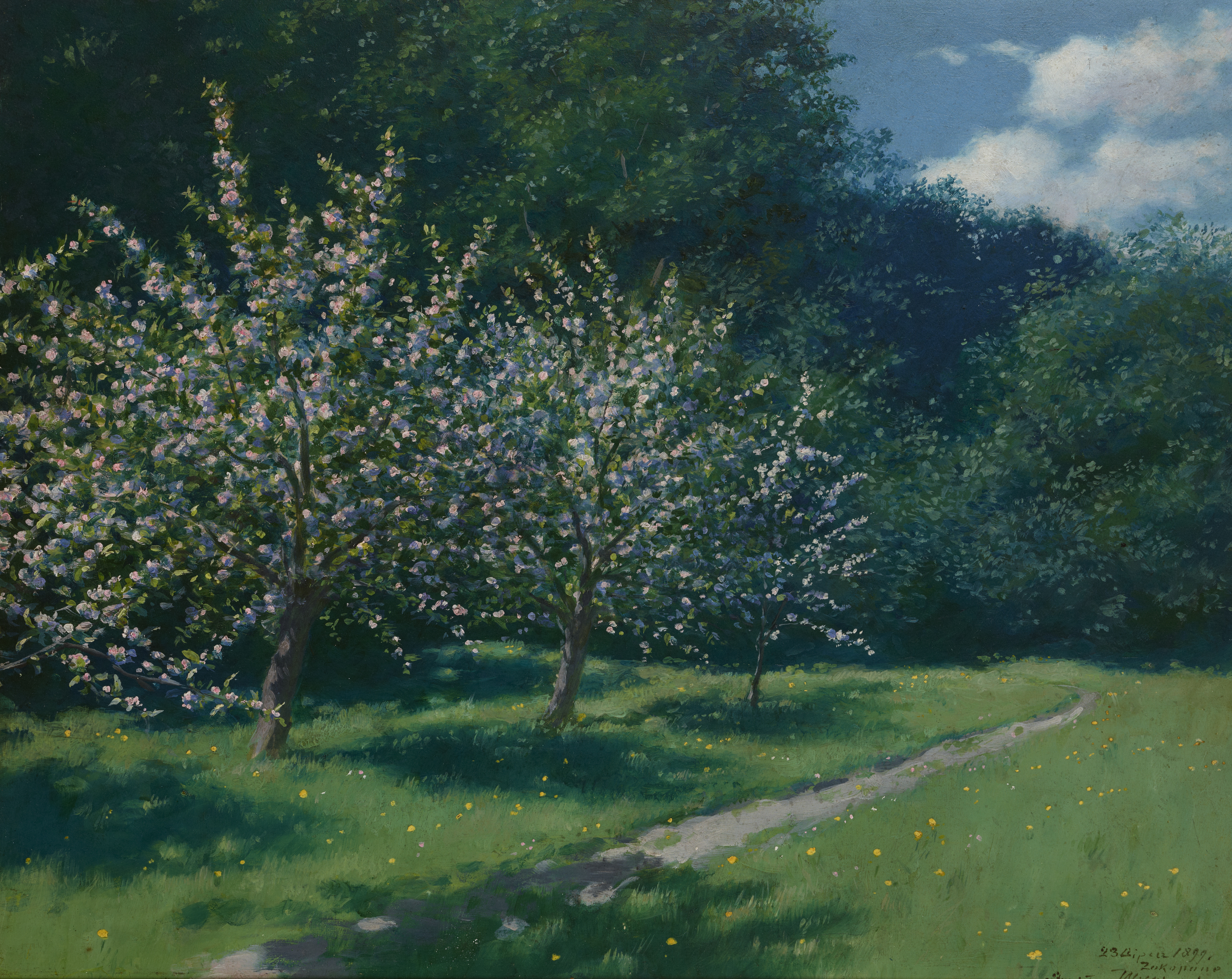
Kwitnące jabłonie (1899)
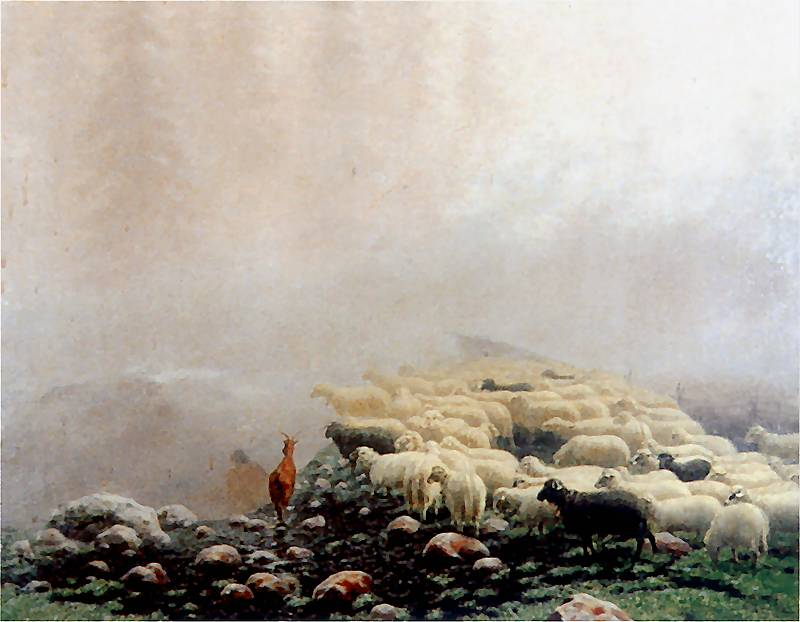
Owce we mgle (ok. 1900)
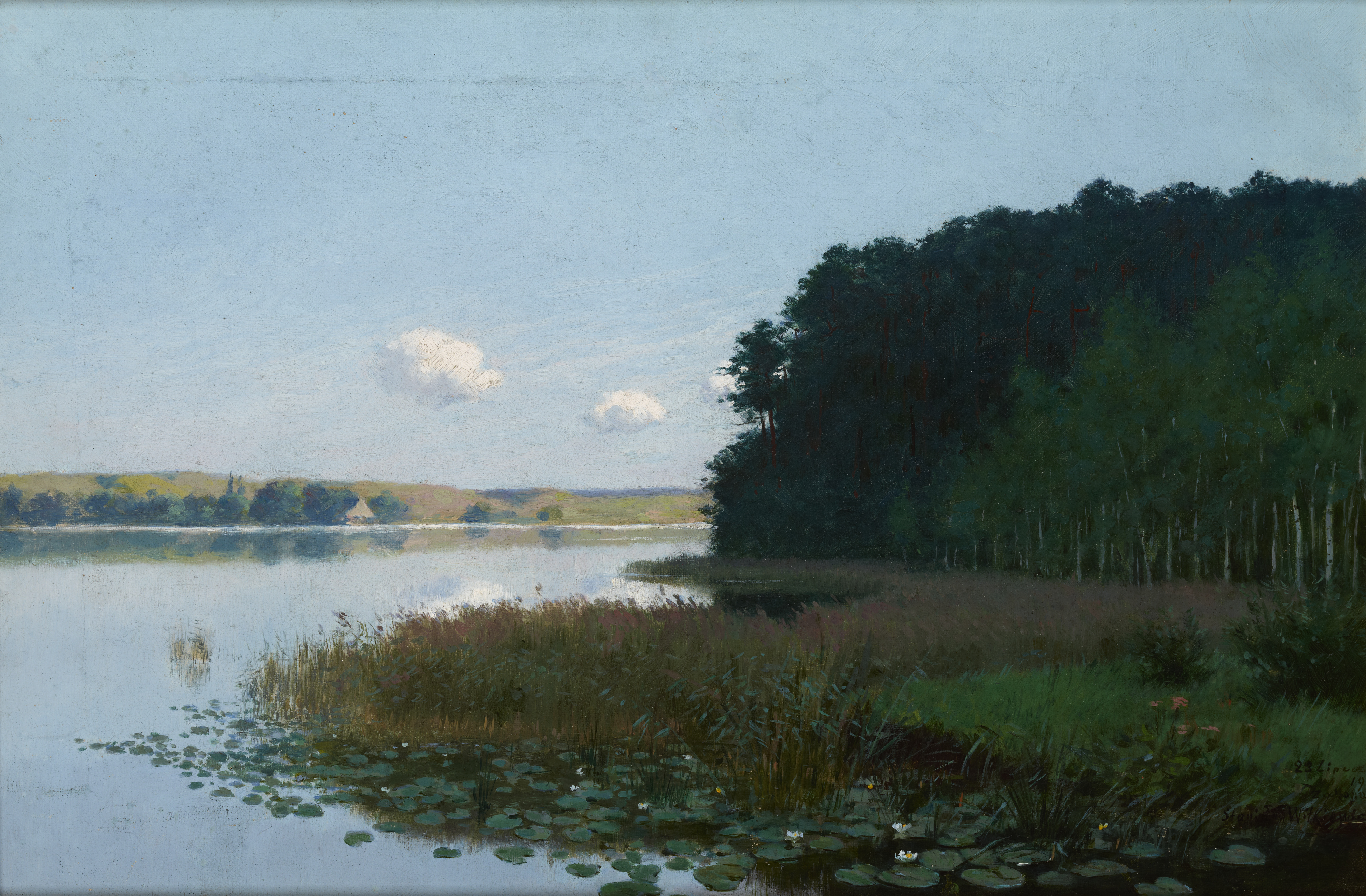
Jezioro z nenufarami (1901)
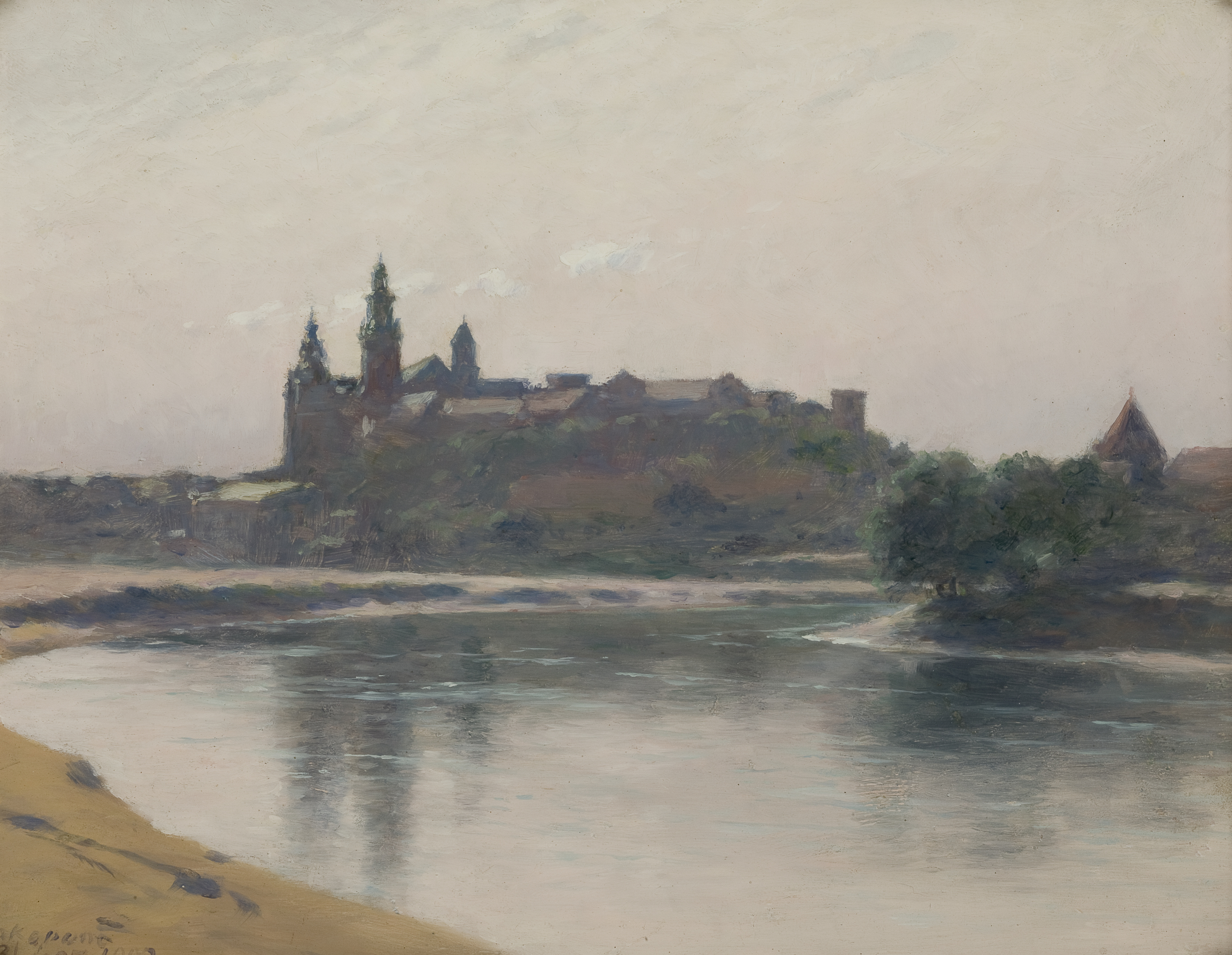
Wawel od strony Wisły (1903)
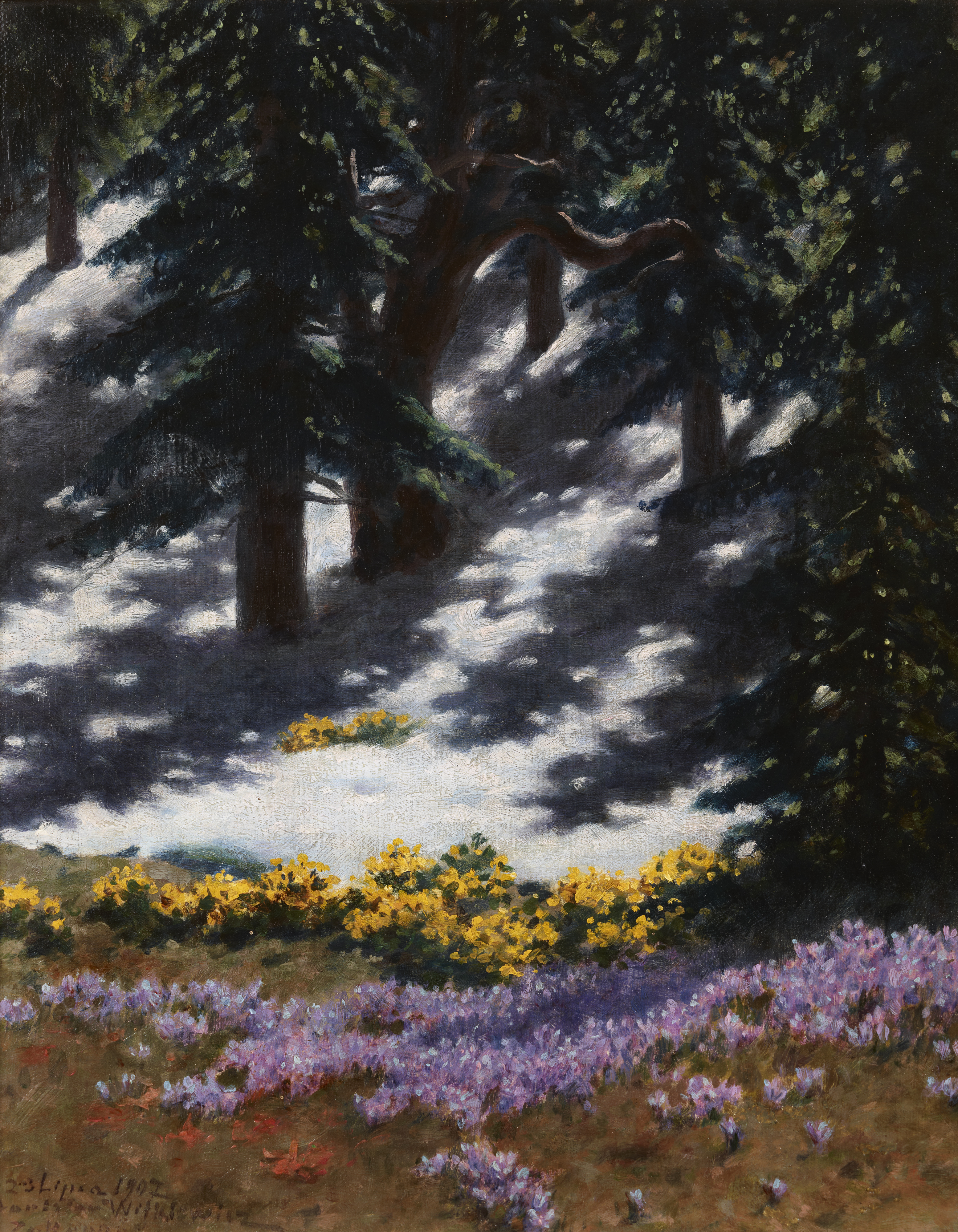
Krokusy i kaczeńce (1907)
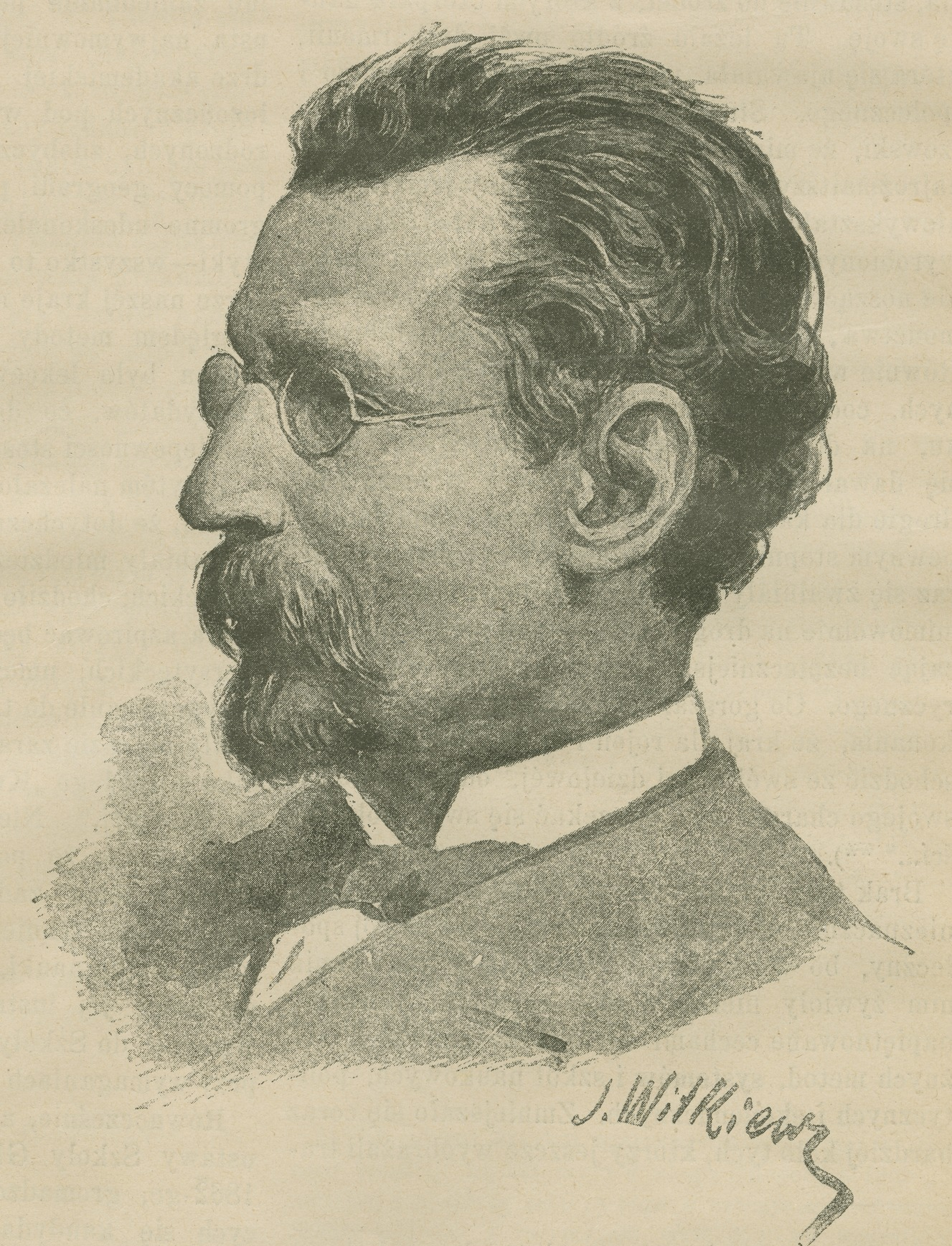
Portret Bolesława Prusa